# Foppe de Haan
Foppe Geert de Haan (Lippenhuizen, 26 de junho de 1943) é um técnico de futebol da Holanda.
Embora tivesse jogado entre 1961 e 1974, sua carreira como jogador não foi expressiva, encerrando-a com apenas 30 anos. O time mais marcante na carreira dele foi o SC Heerenveen (pelo qual atuou quando ainda se chamava VV Heerenveen), que, juntando o tempo de suas passagens por lá (contando o período como interino, em 2015−16, depois da saída de Dwight Lodeweges), foram 19 anos treinando a equipe - como treinador das categorias de base, foram 21 anos. Comandou ainda VV Akkrum (outro time que defendeu quando era jogador), Drachtster Boys, ACV, Steenwijk e Ajax Cape Town.
Como treinador de seleções, De Haan esteve no comando técnico das equipes Sub-21 e 23 da Holanda, comandada por ele nas Olimpíadas 2008, o time Sub-23 da Indonésia e da seleção principal de Tuvalu, em 2011. Seu último cargo foi de auxiliar na seleção feminina da Holanda, onde permaneceu por 8 meses.
| Prêmios                    | Prêmios                        | Prêmios                     |
| -------------------------- | ------------------------------ | --------------------------- |
| Precedido por Wiel Coerver | Rinus Michels prêmio obra 2009 | Sucedido por Leo Beenhakker |